# Озерево (Струго-Красненский район)
Озерево — деревня в Струго-Красненском районе Псковской области России. Входит в состав сельского поселения «Марьинская волость».

## География
Находится на северо-востоке региона, в северо-западной части района, в лесной местности у оз. Блажевцево, около д. Дворище,. Высшие точки деревни — отметки в 146 м. (северная окраина) и 142 м. (юго-восток деревни).
Уличная сеть не развита.

## История
Согласно Закону Псковской области от 28 февраля 2005 года деревня Озерево вошла в состав образованного муниципального образования Сиковицкая волость.
До апреля 2015 года деревня Озерево входила в Сиковицкую волость.
В соответствии с Законом Псковской области от 30 марта 2015 года № 1508-ОЗ деревня Озерево, вместе с другими селениями упраздненной Сиковицкой волости, вошла в состав образованного муниципального образования «Марьинская волость».

## Население
| 2001 | 2002 | 2010 | 2011 |
| ---- | ---- | ---- | ---- |
| 17   | ↗22  | ↘12  | ↘10  |

## Инфраструктура
Личное подсобное хозяйство. В 1,5 км находится карьер (каменоломня).
Почтовое отделение, обслуживающее д. Озерево, — 181114; расположено в бывшем волостном центре д. Сиковицы.

## Транспорт
Стоит на дороге местного значения, связывающей деревню с д. Узьмино, Нишева. Остановка «Озерево», автобус по маршруту «Струги-Красные — Музовер»